# Potenza Sport Club 1970-1971
Questa voce raccoglie le informazioni riguardanti il Potenza Sport Club nelle competizioni ufficiali della stagione 1970-1971.

## Rosa
| N. |                   | Ruolo | Calciatore           |
| -- | ----------------- | ----- | -------------------- |
|    | Italia (bandiera) | A     | Michele Barone       |
|    | Italia (bandiera) | D     | Silvio Bongiovanni   |
|    | Italia (bandiera) | C     | Eugenio Brambilla    |
|    | Italia (bandiera) | D     | Renato Caocci        |
|    | Italia (bandiera) | D     | Nunzio Cavazza       |
|    | Italia (bandiera) | C     | Roberto De Paoli     |
|    | Italia (bandiera) | A     | Claudio Del Fabbro   |
|    | Italia (bandiera) | C     | Sebastiano Foresti   |
|    | Italia (bandiera) | P     | Arcangelo Galantucci |
|    | Italia (bandiera) | C     | Raffaele Gallo       |

| N. |                   | Ruolo | Calciatore           |
| -- | ----------------- | ----- | -------------------- |
|    | Italia (bandiera) | D     | Gianfranco Garbuglia |
|    | Italia (bandiera) | D     | Vito Luongo          |
|    | Italia (bandiera) | C     | Massimo Menichelli   |
|    | Italia (bandiera) | A     | Raffaele Pinton      |
|    | Italia (bandiera) | A     | Bruno Rinaldi        |
|    | Italia (bandiera) | A     | Fernando Scarpa      |
|    | Italia (bandiera) | P     | Emmerich Tarabocchia |
|    | Italia (bandiera) | D     | Walter Urgesi        |
|    | Italia (bandiera) | C     | Ettore Venturelli    |